# Willem van Mieris

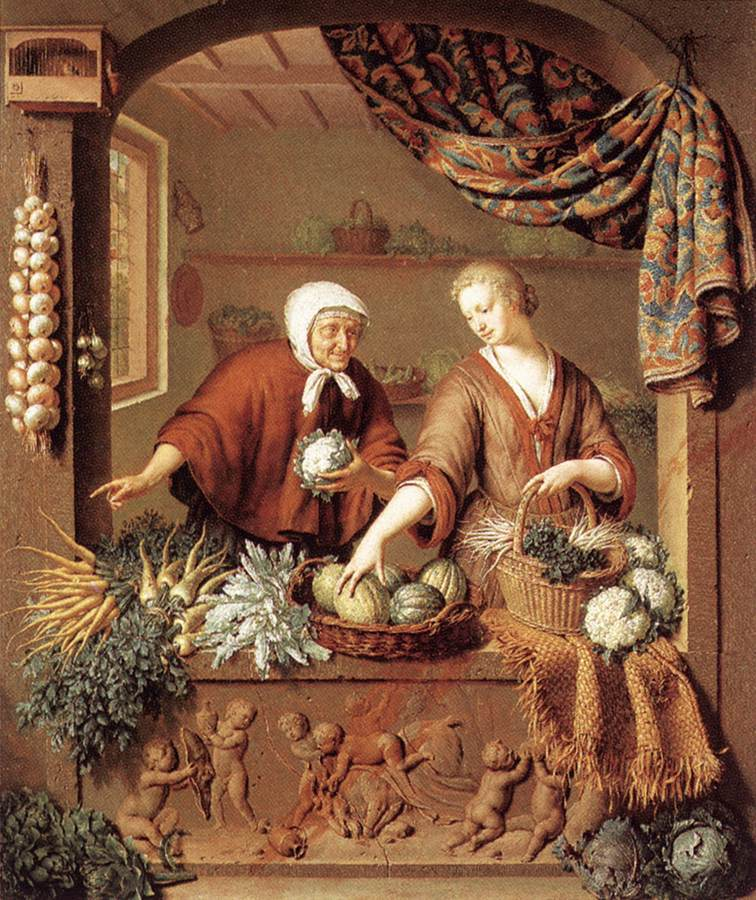
De groenteboer (1731)
Wallace Collection, Londen

Willem van Mieris (Leiden, 3 juni 1662 - aldaar, 26 januari 1747) was een Nederlandse schilder en zoon van Frans van Mieris de Oudere. Zijn vader vormde een grote inspiratiebron. Zijn broer Jan was ook schilder.
Willem van Mieris groeide op in de traditie van de fijnschilders. Willem produceerde genrestukken, portretten, landschappen en historiestukken. Na 1700 specialiseerde Van Mieris zich in winkel- en keukeninterieurs achter een boogvormige opening. Van Mieris werd beïnvloed door de classicistische vormentaal van Francis van Bossuit. Willem van Mieris heeft de figuren en motieven van Van Bossuit herhaaldelijk toegepast.
Van Mieris was een aantal jaren hoofdman van het Leidse Sint-Lucasgilde. De naam van het gilde verwijst naar de evangelist Lucas omdat hij als eerste een afbeelding van Maria zou hebben vervaardigd. Omstreeks 1694 richtte hij een tekenacademie op met de kunstenaars Jacob Toorenvliet en Carel de Moor. Onder zijn leerlingen was zijn zoon Frans van Mieris de Jonge. De school bleef bestaan tot 1736. In die jaren werd Van Mieris gedeeltelijk blind.

## Galerij

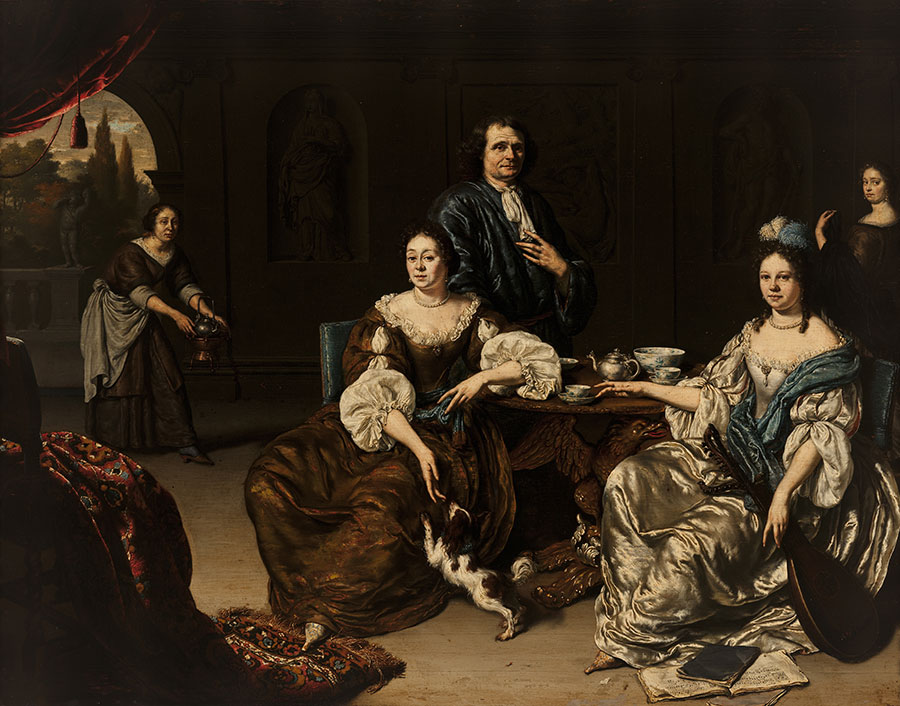
Familiereünie
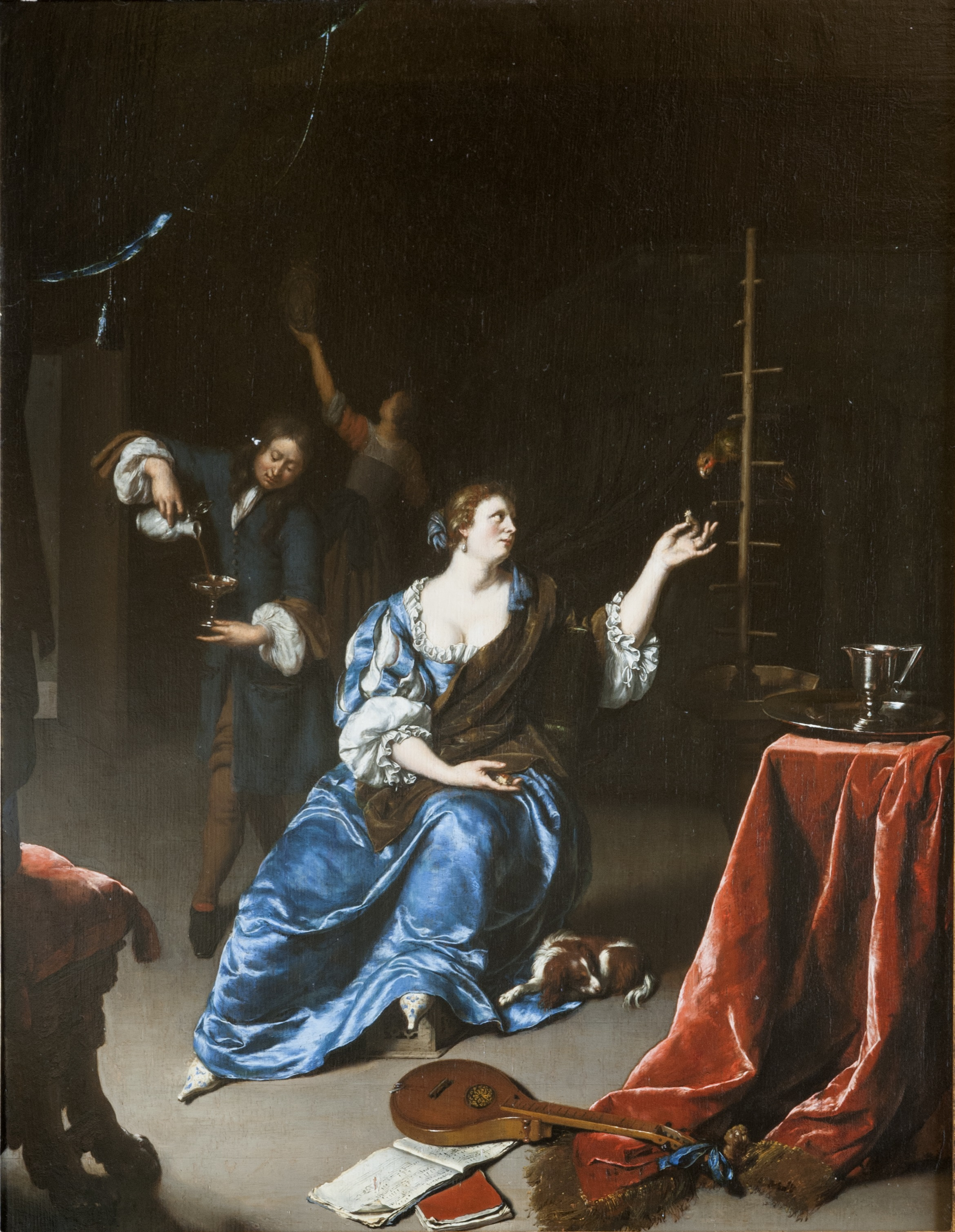
Dame met Papegaai (1685)
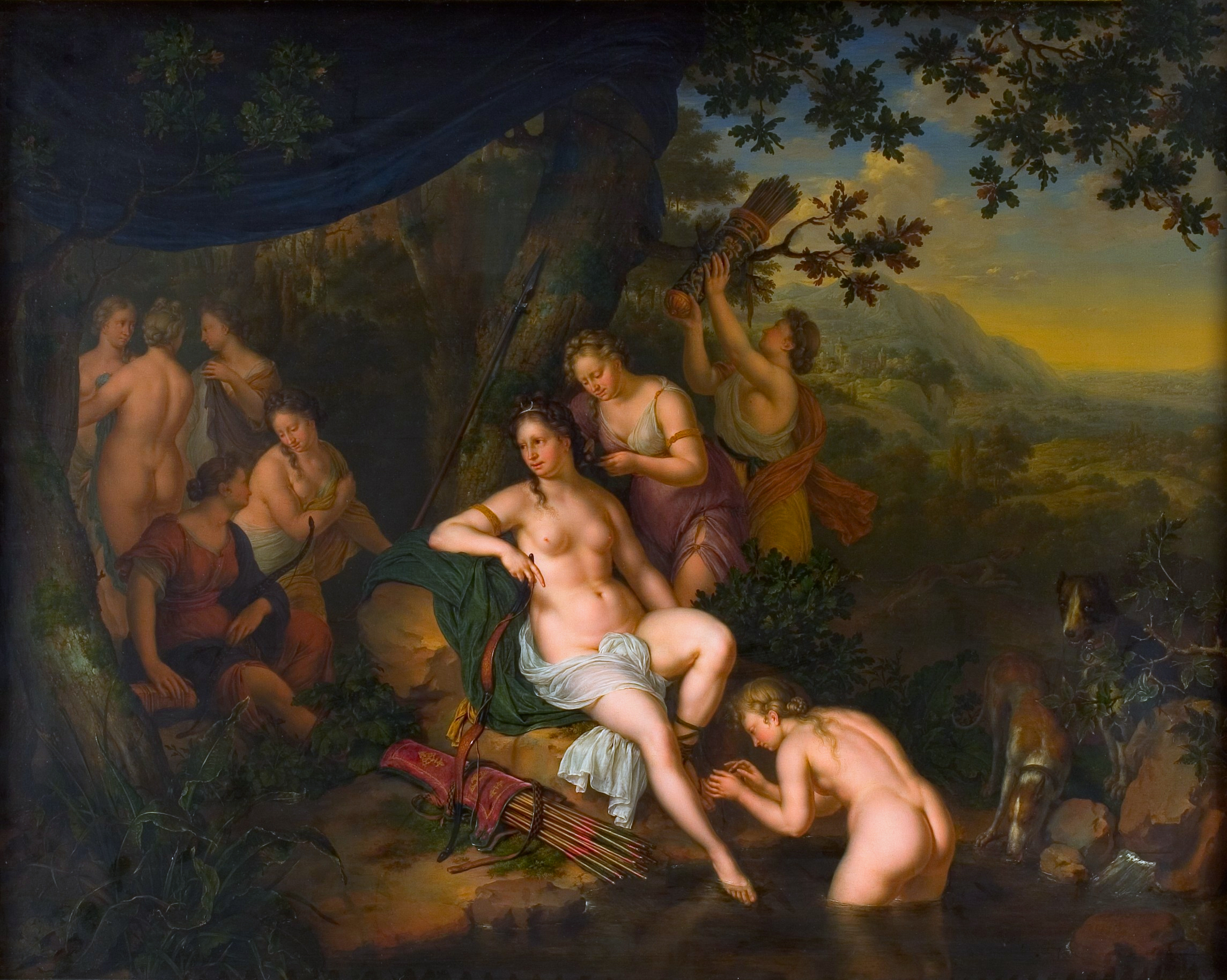
Diana en haar nimfen (1702)
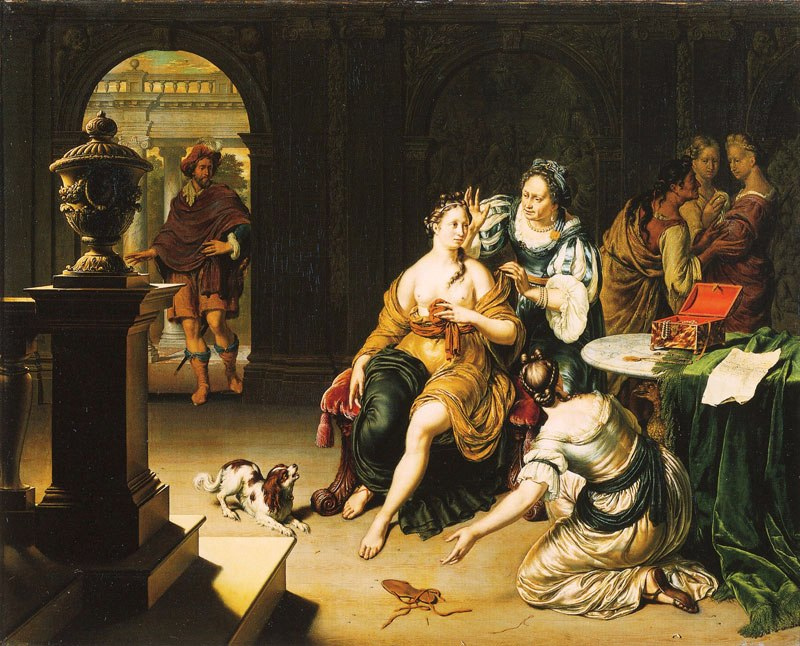
Preciosa (1709)
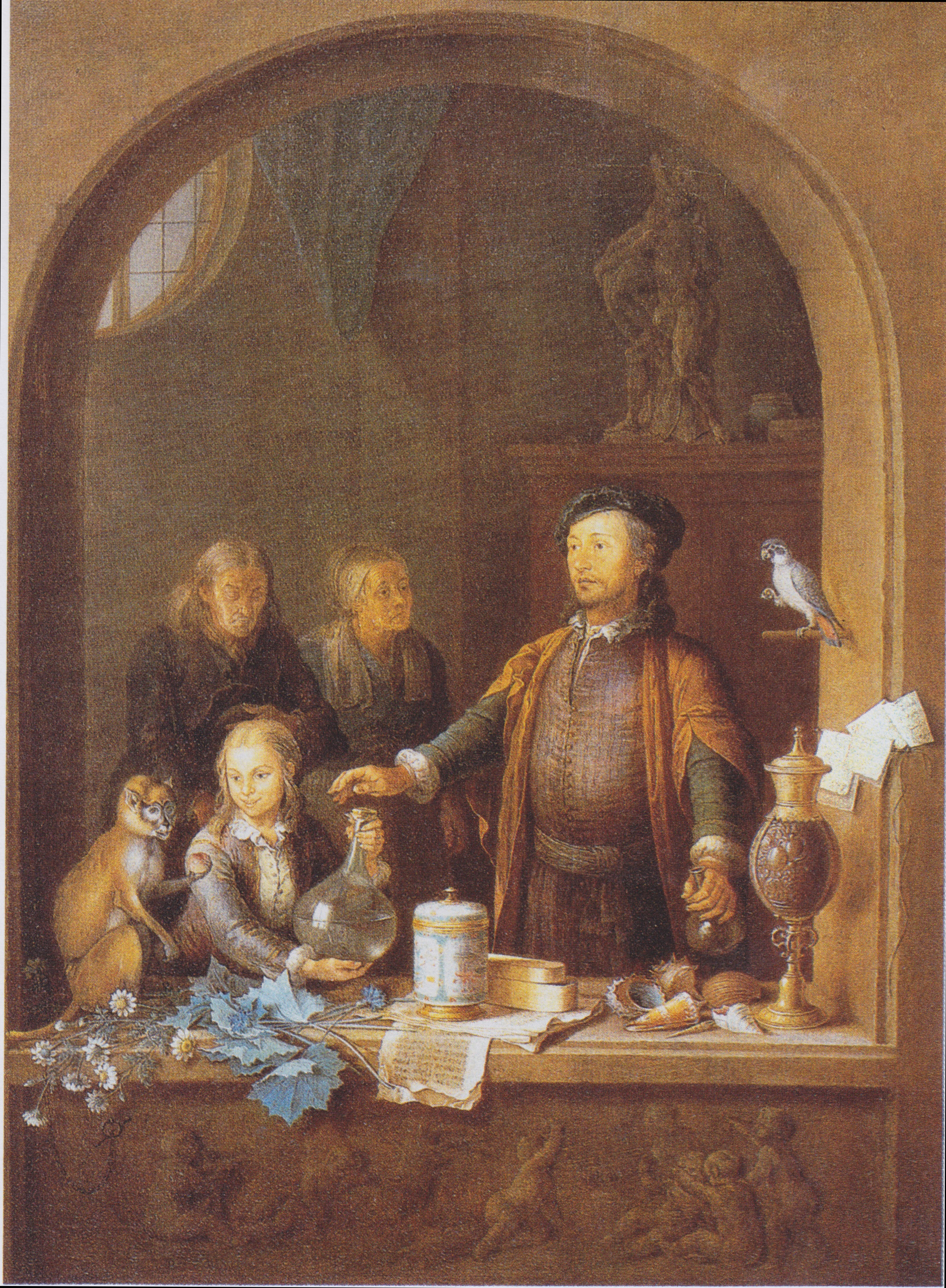
De apotheker (1710)
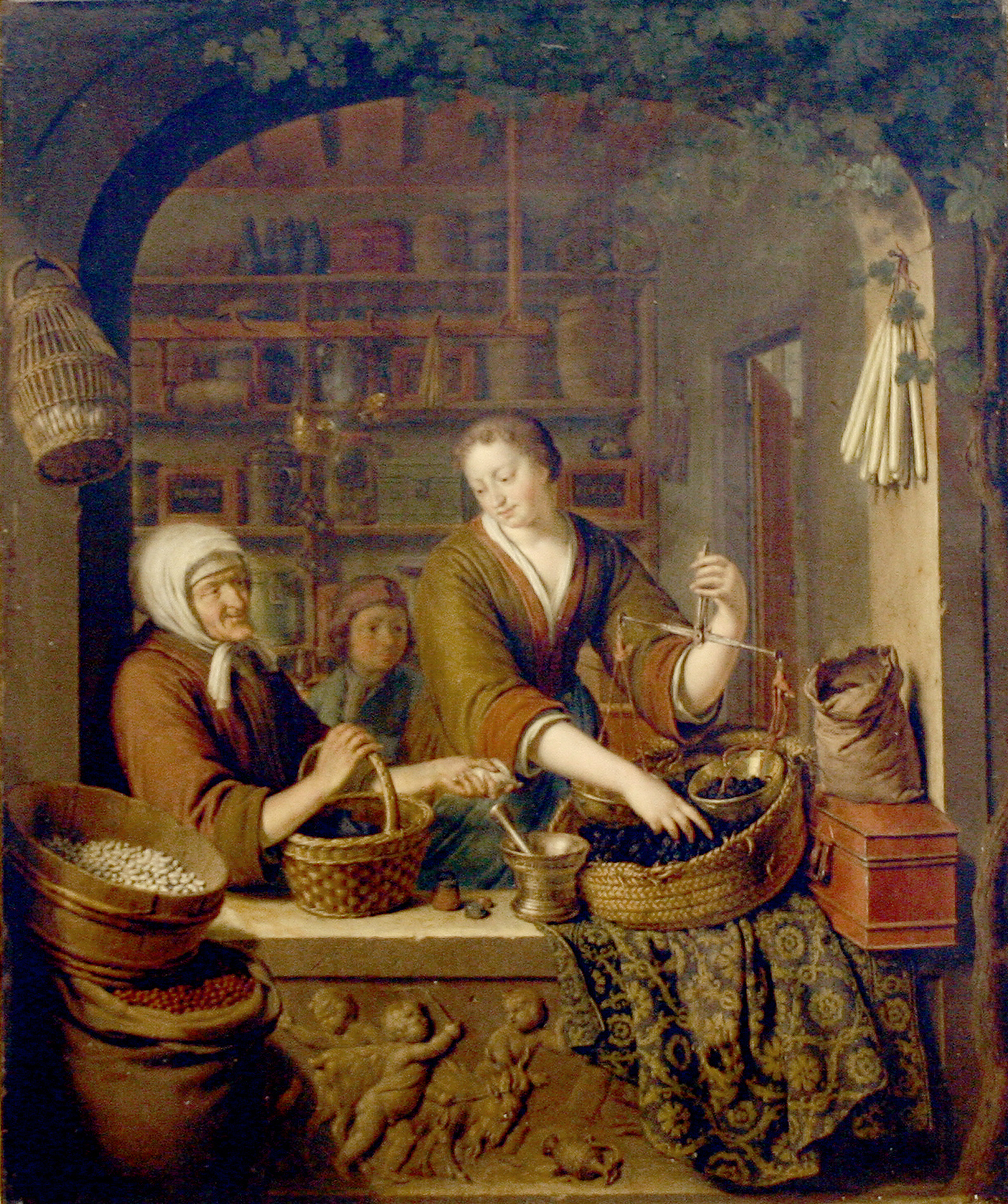
Blik in een winkel (1720)